# 15949 Rhaeticus
15949 Rhaeticus è un asteroide della fascia principale. Scoperto nel 1998, presenta un'orbita caratterizzata da un semiasse maggiore pari a 2,2840274 UA e da un'eccentricità di 0,1411276, inclinata di 7,41686° rispetto all'eclittica.